# Glomus globiferum
Glomus globiferum är en svampart som beskrevs av Koske & C. Walker 1986. Glomus globiferum ingår i släktet Glomus och familjen Glomeraceae.   Inga underarter finns listade i Catalogue of Life.